# ادوین مارکهم
چارلز ادوین آنسون مارکهم (به انگلیسی: Charles Edwin Anson Markham) ‏(زاده ۲۳ آوریل ۱۸۵۲ - درگذشته ۷ مارس ۱۹۴۰) شاعر آمریکایی بود.